# Var hemlig och gläds
Var hemlig och gläds. Vandringar i William Butler Yeats poetiska världar är en bok från 2017 av den svenske författaren Carl-Johan Malmberg, om den irländske poeten William Butler Yeats och hans verk.

## Mottagande
Dagens Nyheters Ingrid Elam skrev: "Malmbergs läsningar av Yeats är empatiska, han följer diktaren tätt inpå, gör hans öppna frågor till sina, ser hans tvivelaktiga sidor och framhäver hans goda. ... Detta är ingen bok för lata läsare, vi får följa med på en 450 sidor lång slingrande vandring i Yeats stämnings- och spänningsladdade 'poetiska världar'. De pedagogiska ledstängerna är få, men Malmbergs sökande läsart och djupa förtrogenhet med föremålet ger även den som inte känner till Yeats vägar in i ett författarskap väl värt att utforska."
Gabriella Håkansson skrev i Svenska Dagbladet: "De som läst Malmbergs William Blake-bok från 2013 vet att han arbetar i en arts and crafts-tradition där hantverket är lika viktigt som innehållet, så är det även med Yeats-boken – som kan ses som en korresponderande pendang till Blake-verket. Allt från Annika Lyths formgivning av omslaget till inlagan, de sidoställda fotnoterna och själva huvudtexten är vackert för ögat – och som alltid med Malmberg är innehållet gediget, personligt och omsorgsfullt disponerat." Håkansson lyfte fram Malmbergs genomgång av dikten "Återkomsten" som särskilt lyckad. Hon skrev också: "Min enda kritiska invändning är att Malmberg som så många före honom utelämnar Yeats ockulta sida, kanske för att göra honom mer rumsren än han egentligen var." Även Carl-Michael Edenborg skrev i Aftonbladet: "Malmbergs tystnad kring Yeats magiska praktik är en brist. För mig sätter det en fläck på studien." Edenborg fortsatte dock: "Genom det benhårda försvaret för poesins livsnödvändighet återtar Malmberg delar av de drömmerier som gått förlorade."